# Freadelpha principalis
Freadelpha principalis är en skalbaggsart som först beskrevs av Johan Wilhelm Dalman 1817.  Freadelpha principalis ingår i släktet Freadelpha och familjen långhorningar.
Artens utbredningsområde är:
- Angola.
- Gabon.
- Liberia.
- Sierra Leone.

Inga underarter finns listade i Catalogue of Life.